# Dipolydora quadrilobata
Dipolydora quadrilobata är en ringmaskart som först beskrevs av Richard Jacobi 1883.  I den svenska databasen Dyntaxa används istället namnet Polydora quadrilobata. 
Enligt Catalogue of Life ingår Dipolydora quadrilobata i släktet Dipolydora och familjen Spionidae, men enligt Dyntaxa är tillhörigheten istället släktet Polydora och familjen Spionidae. Arten är reproducerande i Sverige. Inga underarter finns listade i Catalogue of Life.